# The Mineralogical Record
The Mineralogical Record — мінералогічний журнал, який видається в Сполучених Штатах компанією The Mineralogical Record Inc. з періодичністю шість номерів на рік, загальним обсягом приблизно 700 сторінок.
Журнал публікує англійською мовою статті з топографічної мінералогії, що стосуються локацій по всьому світу, а також статті з мінералогії, орієнтованої на дослідження зразків. Він також публікує хроніки про основні ярмарки мінералів, а іноді статті з історії мінералогії та про музеї та колекції мінералів.
На додаток до періодичних номерів, він іноді включає додаткові номери, які розповсюджуються безкоштовно серед передплатників, про колекції мінералів з певних географічних районів.
The Mineralogical Record Inc. є некомерційною організацією. Видання журналу забезпечується передплатою, рекламою, виданням і продажем книжок та пожертвами.

## Історія
The Mineralogical Record почали видавати 1970 року з ініціативи Джона С. Уайта, куратора відділу мінералогії Смітсонівського інституту, з метою заповнити прогалину між науковими мінералогічними журналами (які в той час почали виглядати більше як журнали з фізики та хімії твердого тіла, ніж із звичайної описової мінералогії) і суто аматорськими журналами. Першого року за фінансової підтримки Артура Монтгомері вийшло лише чотири номери без кольорових фотографій. У номері 2 за 1976 рік приєднався як редактор Венделл Е. Вілсон, який залишається таким і сьогодні.
Цей журнал вважається одним із найкращих у світі як за науковою якістю його змісту, так і за формальним аспектом, який включає якість фотографій та їх репродукцій. Робота журналу The Mineralogical Record у просуванні та поширенні мінералогії була відзначена присвоєнням назви мінералу мінрекордиту. Роль його редактора, Венделла Е. Вілсона, була визнана присвоєнням назви іншому мінералу — вендвільсоніту.
У 1994 році журнал отримав премію Карнегі з мінералогії (англ. Carnegie Prize for Mineralogy) — це був єдиний раз, коли вона була присуджена журналу.

## Axis
Axis: An Eclectic Journal of Mineralogy — це рецензований онлайн-журнал, який видається The Mineralogical Record з 2005 року. Він містить широкий спектр тем, пов'язаних з мінералогією, таких як «Історія колекціонування мінералів», «Соціальний і культурний аспект мінералогії» та «Подорожі, пов'язані з мінералами».